# Liu Quan (diplomaat)
Liu Quan (1960) is een Chinees diplomaat. Hij was van 2018 tot 2021 ambassadeur in Suriname.

## Biografie
Liu studeerde aan de Chinese Universiteit voor Buitenlandse Zaken. Hij begon zijn diplomatieke loopbaan in 1985 op de ambassade in Gambia en werkte daarna op posten in Nieuw-Zeeland, Indonesië, Maleisië, de Verenigde Staten en de eilandengroep Vanuatu in Oceanië.
Nadat Zhang Jinxiong eind juli afscheid nam als ambassadeur in Suriname,	volgde Liu hem op. Op 19 augustus leverde hij zijn geloofsbrieven in bij minister Yldiz Pollack-Beighle. Deze werden door president Desi Bouterse geaccrediteerd op 14 september, een dag voor het officiële bezoek van Chinees Buitenlandminister Wang Yi aan Suriname. Liu diende in Suriname tijdens de viering van de 45-jarige relatie tussen beide landen en tijdens de coronacrisis in Suriname, en is volgens president Chan Santokhi van belang geweest bij onder meer de versnelde oplevering van het Regionaal Ziekenhuis Wanica, zijn rol in het bieden van opleidingen aan Surinamers en zijn inspanningen op sociaal en cultureel gebied. Bij zijn afscheidsceremonie op 8 juni 2021 werd hij onderscheiden met het Grootlint in de Ere-Orde van de Palm. Zijn opvolger is Han Jing.